# Rouxelita
La rouxelita és un mineral de la classe dels sulfurs. Rep el nom en honor de Jean Rouxel (24 de febrer de 1935 - 19 de març de 1998), químic, professor i fundador de l'Institut des Matériaux, de la Universitat de Nantes, a França.

## Característiques
La rouxelita és una sulfosal de fórmula química Cu₂HgPb23Sb27S65.5. Va ser aprovada com a espècie vàlida per l'Associació Mineralògica Internacional l'any 2002. Cristal·litza en el sistema monoclínic.
Segons la classificació de Nickel-Strunz, la rouxelita pertany a «02.JB: Sulfosals de l'arquetip PbS, derivats de la galena, amb Pb» juntament amb els següents minerals: diaforita, cosalita, freieslebenita, marrita, cannizzarita, wittita, junoïta, neyita, nordströmita, nuffieldita, proudita, weibul·lita, felbertalita, angelaïta, cuproneyita, geocronita, jordanita, kirkiïta, tsugaruïta, pillaïta, zinkenita, scainiïta, pellouxita, chovanita, aschamalmita, bursaïta, eskimoïta, fizelyita, gustavita, lil·lianita, ourayita, ramdohrita, roshchinita, schirmerita, treasurita, uchucchacuaïta, ustarasita, vikingita, xilingolita, heyrovskýita, andorita IV, gratonita, marrucciïta, vurroïta i arsenquatrandorita.

## Formació i jaciments
Va ser descoberta a la mina Buca della Vena, situada a Ponte Stazzemese, dins el municipi de Stazzema (Província de Lucca, Itàlia). També ha estat descrita a la propera monte Arsiccio Mine, dins el mateix municipi, i en tres mines més de les regions de Košice i Žilina, a Eslovàquia. Aquests indrets són els únics de tot el planeta on ha estat descrita aquesta espècie mineral.